# Parafia św. Anny w Gamowie
Parafia św. Anny w Gamowie – rzymskokatolicka parafia znajdująca się w Gamowie. Parafia należy do dekanatu Pietrowice Wielkie i diecezji opolskiej.
Zanim 14 stycznia 1871 r. erygowano samodzielną parafie św. Anny w Gamowie, wieś należała do parafii Grzędzin w dekanacie łańskim.
Kościół parafialny wpisano do rejestru zabytków 13 listopada 1959 (nr rej.: A/555/2019).